# Circondario di Aosta
Il circondario di Aosta (in francese, Arrondissement d'Aoste) era uno dei circondari in cui era suddivisa la provincia di Torino.

## Storia
In seguito all'annessione della Lombardia dal Regno Lombardo-Veneto al Regno di Sardegna (1859), fu emanato il decreto Rattazzi, che riorganizzava la struttura amministrativa del Regno, suddiviso in province, a loro volta suddivise in circondari.
Il circondario di Aosta costituiva una suddivisione della provincia di Torino. Il territorio corrispondeva a quello della soppressa provincia di Aosta del Regno di Sardegna, che costituì, fino al 1848, l'unica circoscrizione amministrativa subordinata alla divisione di Aosta e, dal 1848, una delle unità amministrative della divisione di Torino.
Con l'Unità d'Italia (1861) la suddivisione in province e circondari fu estesa all'intera Penisola, lasciando invariate le suddivisioni stabilite dal decreto Rattazzi.
Il circondario di Aosta fu abolito, come tutti i circondari italiani, nel 1927, nell'ambito della riorganizzazione della struttura statale voluta dal regime fascista. Tutti i comuni che lo componevano passarono alla nuova provincia di Aosta, ottenuta dai territori dei vecchi circondari di Aosta e di Ivrea.
L'attuale regione autonoma Valle d'Aosta, istituita nel 1946, corrisponde esattamente al territorio del vecchio circondario.

## Suddivisione
Nel 1863, la composizione del circondario era la seguente:
- mandamento I di Aosta
  - Aimaville; Aosta; Cogne; Gressan; Introd; Jovençan; Rhêmes-Notre-Dame; Rhêmes-Saint-Georges; Saint-Pierre; Sarre; Valsavaranche; Villeneuve
- mandamento II di Châtillon
  - Antey-la-Magdelaine; Antey-Saint-André; Chambave; Chamois; Châtillon; Émarèse; Pontey; Saint-Denis; Saint-Vincent; Torgnon; Val Tournanche;  Verrayes
- mandamento III di Donnaz
  - Bard; Champorcher; Donnaz; Fontainemore; Gressoney-La-Trinité; Gressoney-Saint-Jean; Hône; Issime; Lillianes; Perloz; Pont-Bozet; Pont-Saint-Martin
- mandamento IV di Gignod
  - Allein; Bionaz; Douves; Étroubles; Gignaud; Ollomont; Oyace; Roysand; Saint-Oyen; Saint-Rémy; Valpelline;
- mandamento V di Morgex
  - Arvier; Avise; Courmayeur; La Salle; La Thuille; Morgex; Pré-Saint-Didier; Saint-Nicolas; Val Grisanche
- mandamento VI di Quart
  - Brissogne; Charvensod; Fénis; Nus; Pollein; Quart; Saint-Christophe; Saint-Marcel
- mandamento VII di Verrès
  - Arnaz; Ayas; Brusson; Challand-Saint-Anselme; Challand-Saint-Victor; Champ-de-Praz; Issogne; Montjovet; Verrès